# Sektion Rheinland-Köln des Deutschen Alpenvereins
Der Deutsche Alpenverein, Sektion Rheinland-Köln e. V. (kurz Kölner Alpenverein) ist die achtgrößte Sektion des Deutschen Alpenvereins (DAV) in Deutschland. Der Kölner Alpenverein ist mit 24.887 Mitgliedern zugleich einer der größten Sportvereine Deutschlands. Die Sektion ist nach dem 1. FC Köln der zweitgrößte Sportverein in Köln. Der Kölner Alpenverein wurde am 19. Februar 1876 als „Sektion Rheinland“ gegründet und ist somit die älteste DAV-Sektion im Rheinland.

## Sektionsvorsitzende
| Amtszeit  | Präsident                     |
| --------- | ----------------------------- |
| 1876–1882 | Franz Wilhelm Gustav Custodis |
| 1882–1893 | August Rieth                  |
| 1893–1927 | Fritz Ludolf Günther          |
| 1927–1955 | Paul Canetta                  |
| 1955–1965 | Richard Gente                 |
| 1965–1973 | Bruno Schmidt-Thomé           |
| 1973–1994 | Karl-Heinz Dries              |
| 1994–1996 | Heinz Wahl                    |
| 1997–1999 | Helmut Silber                 |
| 2000–2004 | Heinz Arling                  |
| Seit 2004 | Karl-Heinz Kubatschka         |

## Bekannte Mitglieder
- Leonard Ennen (1820–1880), Kölner Stadtarchivar (Vereinsbeitritt 1876)
- Otto Andreae (1833–1910), Kommerzienrat, Fabrikbesitzer in Köln-Mülheim (Vereinsbeitritt 1887)
- Franz Clouth (1838–1910), Fabrikant (Gummi) in Köln-Nippes (Vereinsbeitritt circa 1899)
- Otto Welter (1839–1880), Jurist und Abgeordneter (Vereinsbeitritt 1876)
- Julius Vorster (1845–1932), Unternehmer der Chemieindustrie und Seniorchef der Chemischen Fabrik Kalk, Verbandsvertreter und Politiker der freikonservativen Partei (Vereinsbeitritt 1876).
- Otto Grah (1847–1912), Architekt (Vereinsbeitritt 1899)
- Emil Freiherr von Oppenheim (1862–1956), Bankier, Konsul (Vereinsbeitritt 1899)
- Bernhard Selmar Falk (1867–1944), Jurist und Politiker (Stadtverordneter in Köln und Abgeordneter im preußischen Landtag) (Vereinsbeitritt 1912)
- Joseph Feinhals (1867–1947), Unternehmer, Inhaber eines Tabakhandelshauses in Köln-Mülheim (Vereinsbeitritt 1902)
- Alfred Eduard Maria Neven DuMont (1868–1940), Verleger, Kommerzienrat (Vereinsbeitritt 1899)
- Moritz Bing (1875–1947)[5] (Vereinsbeitritt 1906)
- Alfred Leonhard Tietz (1883–1941), Kaufmann, Leiter des Warenhauskonzerns Tietz (Vereinsbeitritt 1910)[5]
- Robert Rafael Gidion (1891–1966)[5] (Vereinsbeitritt 1913)
- Johannes Theodor Baargeld oder auch Zentrodada (1892–1927), Maler, Grafiker, Autor und Publizist des Dadaismus sowie Bergsteiger (Vereinsbeitritt 1920)
- Gottlieb Marum (1893–1948)[5] (Vereinsbeitritt 1919)
- Emil Meynen (1902–1994), Architekt/Raumplaner (Vereinsbeitritt 1924)
- Paul Schmidt-Thomé (1911–1997)
- Carl Bachem
- Julius Samelsohn, Augenarzt (Vereinsbeitritt 1876)
- Moritz Seligmann, Bankier (Vereinsbeitritt 1876)
- Max Charlier, Fabrikant in Deutz, Kommerzienrat (Vereinsbeitritt 1878)
- Friedrich (Fritz) Vorster, Fabrikbesitzer in Kalk (Vereinsbeitritt 1902)
- Leopold Heinrich Seligmann, Bankier (Vereinsbeitritt 1904)
- Paul Seligmann, Bankier (Vereinsbeitritt 1909)

## Hütten der Sektion
Samnaungruppe
- Kölner Haus, 1965 m (erbaut 1929)
- Hexenseehütte, 2595 m

Eifel

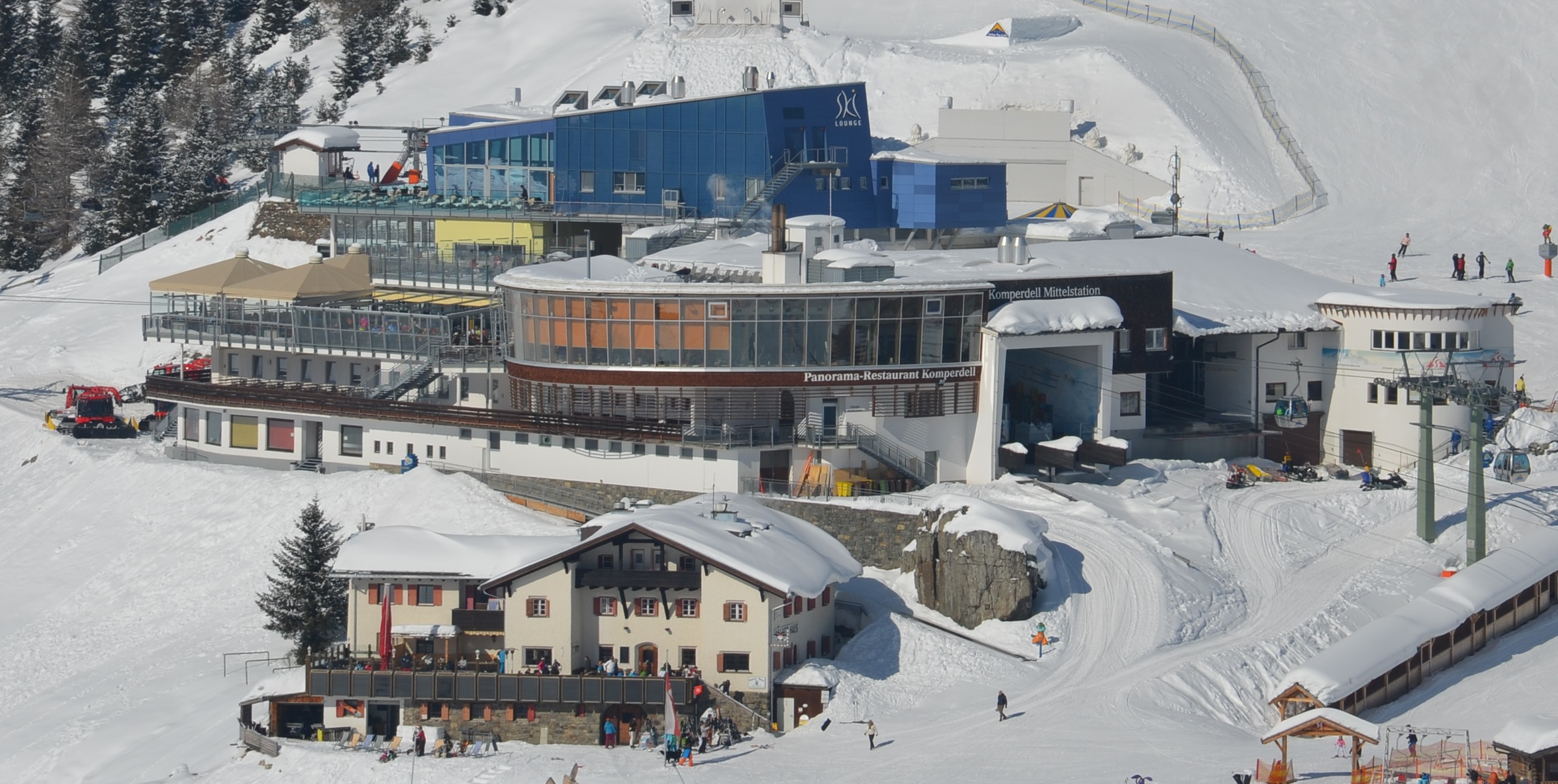
Das Kölner Haus vor der Komperdell Mittelstation.

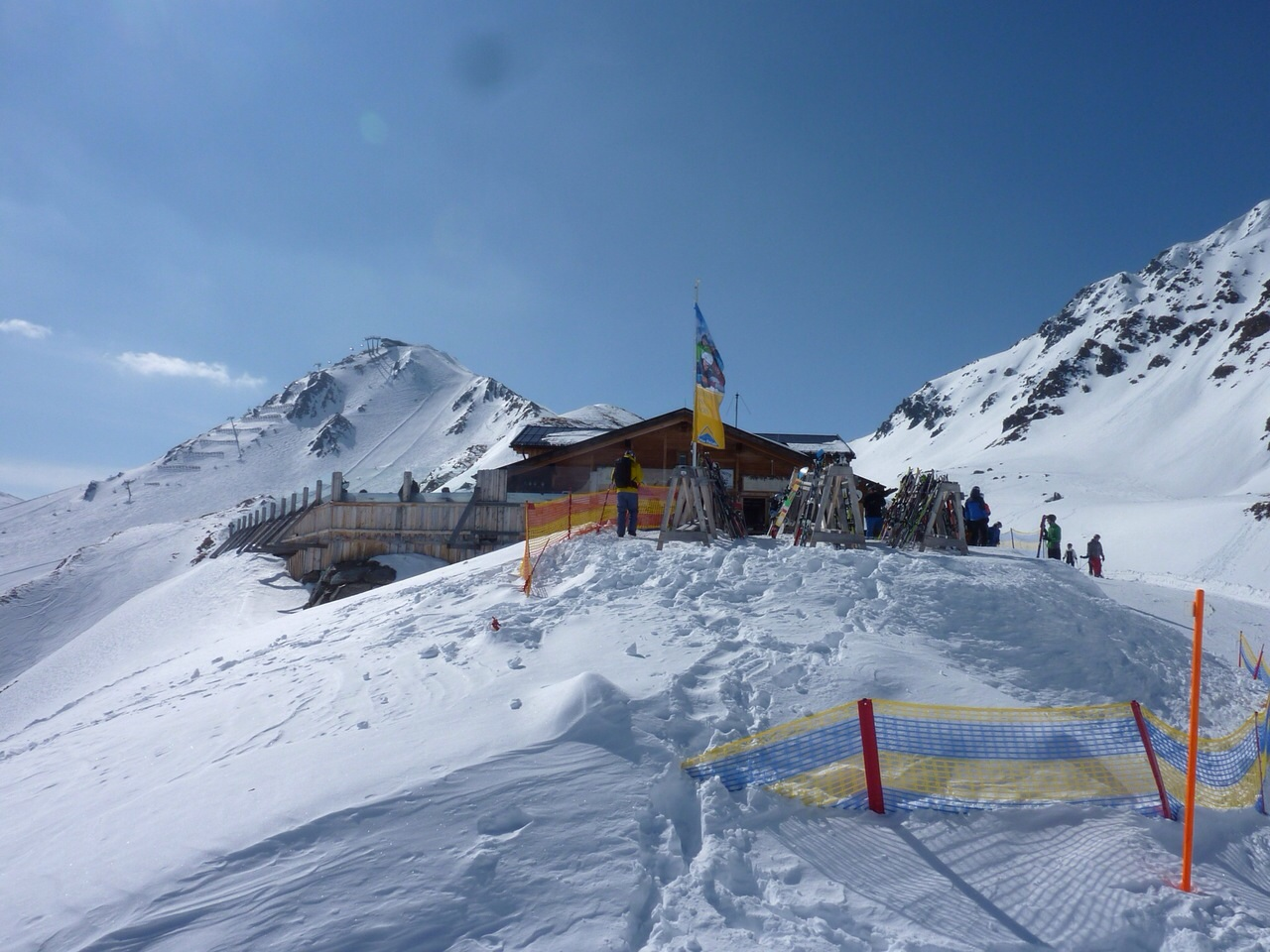
Die Hexenseehütte im Winterbetrieb der Saison 2014/15.

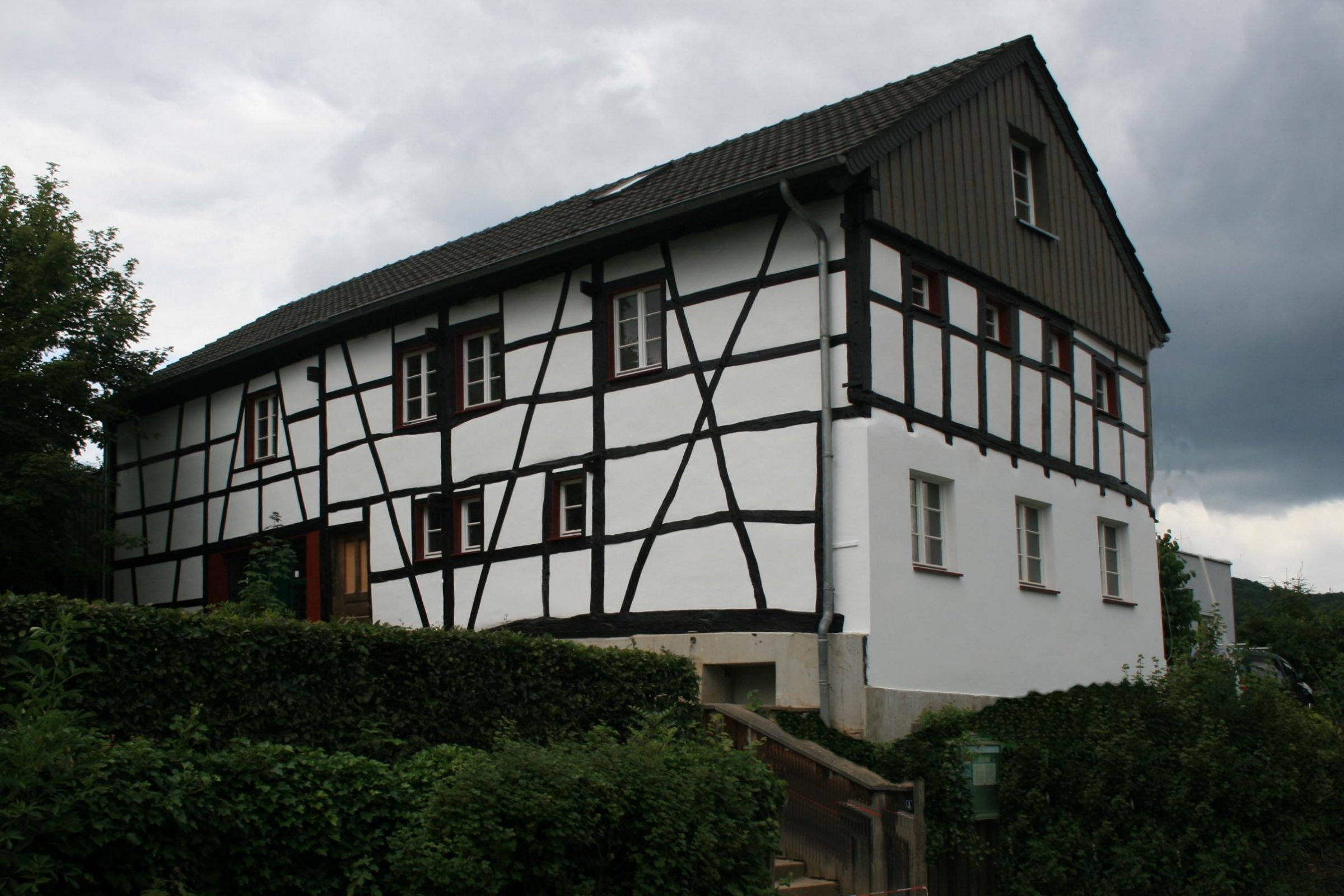
Blick auf die Kölner Eifelhütte.

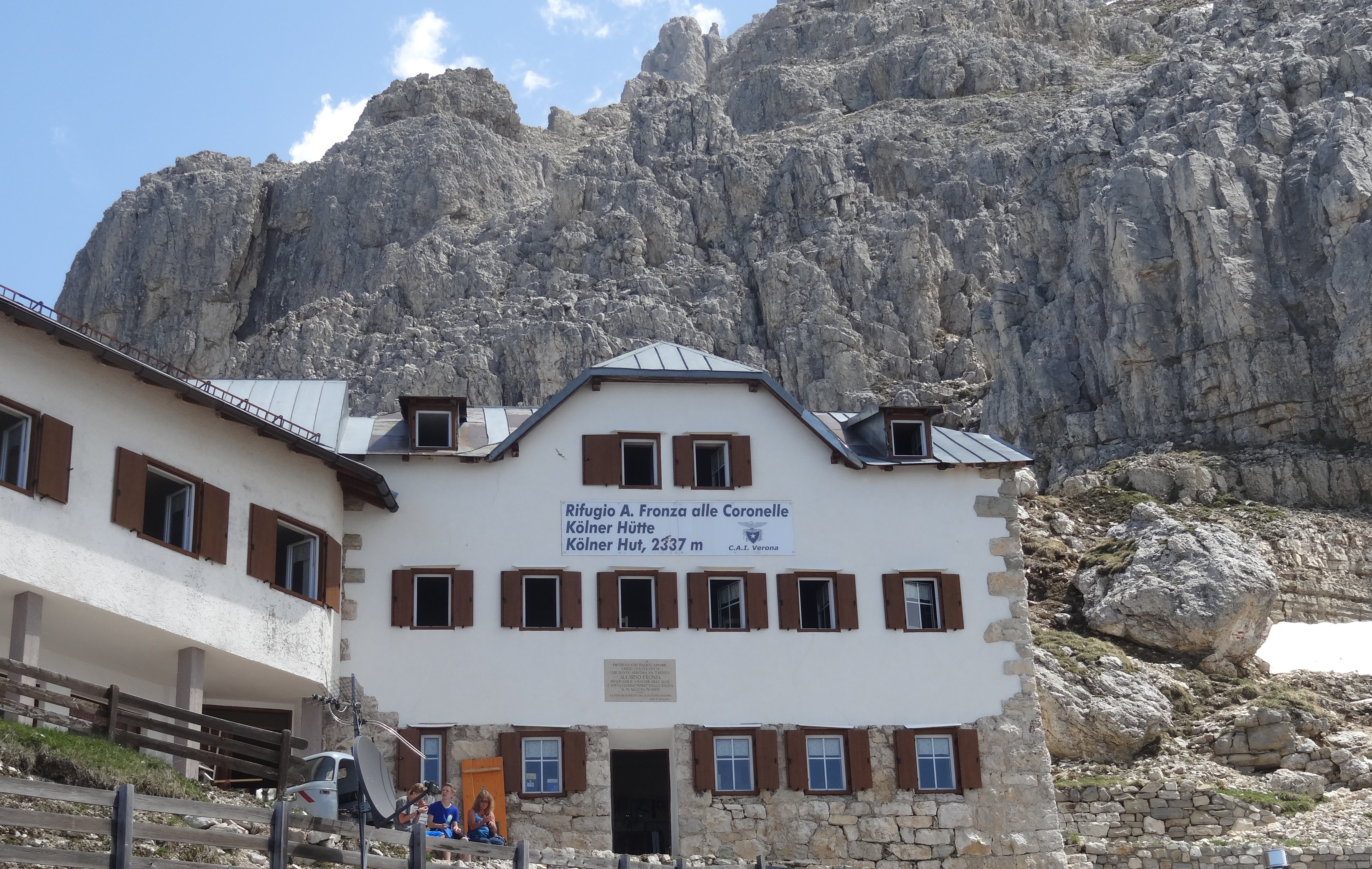
Kölner Hütte vor dem Rosengartenmassiv.

- Kölner Eifelhütte, 214 m (seit 1964, von 2010 bis 2012 Generalsanierung)

### Hüttenpartnerschaft
Zillertaler Alpen
- Richterhütte, 2374 m (seit 2018 Sektion Bergfreunde Rheydt)

### Ehemalige Hütte der Sektion
- Kölner Hütte, 2337 m, auch „Rosengartenhütte“ (Rosengartengruppe) (heute: Autonome Provinz Bozen – Südtirol)

## Expeditionen der Sektion
- 1971 Kölner Hindukusch Fahrt („Treffpunkt Kulakmali“)
- 1976 Kölner Karakorum Expedition
- 1976 Kölner Karakorum Expedition (Gruppe I)
- 1976 Kölner Karakorum Expedition (Gruppe II)

## Kletteranlage der Sektion
- Kletteranlage an der Hohenzollernbrücke mitten in Köln.[6]

## Wettkampfklettern
- David Firnenburg

Deutscher Meister Bouldern Herren 2017
- Ruben Firnenburg

Deutscher Meister Lead Herren 2016
- Rica Naundorf

Landesmeisterin Bouldern Damen
- Hannah Meul in der Boulder Bundesliga[7]

Deutsche Meisterin Lead Damen 2017
Landesmeisterin Bouldern Damen 2017
- Denise Plück

Westdeutsche Meisterin Lead Damen 2013
Westdeutsche Meisterin Lead Damen 2014
Landesmeisterin Lead Damen 2014
Westdeutsche Meisterin Lead Damen 2015
Landesmeisterin Lead Damen 2015
Landesmeisterin Bouldern Damen 2015
Landesmeisterin Lead Damen 2016
- Ana Tiripa

Deutsche Meisterin Lead Damen 2012
Landesmeisterin Lead Jugend A 2012
Deutsche Meisterin Lead Damen 2013

## Partnerschaft mit der Sektion GOC
- Die queere Sektion GOC hat mit der Sektion Rheinland-Köln eine enge Partnerschaft.[8]

## Geschichtsaufarbeitung
- Ausarbeitung zum Thema Antisemitismus: Wer Mitglied werden will, muß arischer Abstammung sein – Der Antisemitismus in der Sektion Rheinland-Köln des Alpenvereins.[9][10]
- Erklärung des Kölner Alpenvereins: Für Offenheit, Vielfalt und Toleranz.[11]
- Stolpersteinverlegungen für ehemalige jüdische Mitglieder. Bis einschließlich 2025 wurden insgesamt elf Stolpersteine in Köln auf Initiative des Vereins verlegt.[12]